# Xylopia javanica
Xylopia javanica este o specie de plante angiosperme din genul Xylopia, familia Annonaceae, descrisă de Ernst Gottlieb von Steudel. Conform Catalogue of Life specia Xylopia javanica nu are subspecii cunoscute.